# 越谷オサム
越谷 オサム（こしがや オサム、1971年 - ）は、日本の小説家。

## 来歴
東京都足立区に生まれ、1歳のときより埼玉県越谷市在住。特に文学少年だったわけではなく、家の前でハンドベースボールをしたり、教室の端でプロレスごっこをしたり、ファミコンやプレイステーションが流行ればそれに熱中したりする普通の子だったという。春日部共栄高等学校時代は吹奏楽部に属した。その後、学習院大学経済学部に進学するも4年で中退。大学中退後はマクドナルドで週5日、1日8時間アルバイトをする生活を29歳まで続ける。
2001年、第13回日本ファンタジーノベル大賞に応募した「アパートと鬼と着せ替え人形」（未発表）が最終選考まで残るも落選。その後は応募せず出版社で本の改装作業のアルバイトをしていた。2004年、第16回日本ファンタジーノベル大賞優秀賞受賞作『ボーナス・トラック』でデビュー。2011年、ミリオンセラーとなった『陽だまりの彼女』文庫版が啓文堂主催「2011年 おすすめ文庫大賞」を受賞した。

## 作風
青春小説を主に手がける。ほとんどすべての作品において高校生から20代までの若者を主人公としているのは、自分より年上の人物を書くことに抵抗があるからだという。
登場人物には、『空色メモリ』の“デブで汗っかき”の主人公＆“チビでメガネ”のハカセのコンビに代表される、一言で人物背景の説明が済んでしまうようなステロタイプ的なもの（特に男性に多く見られる）と、『いとみち』の“背がちっちゃくて黒髪ロングでメイド服で貧乳で泣き虫でドジッ娘で方言スピーカーで、おまけに和楽器奏者”の主人公いとに代表される、突飛なキャラクター設定のもの（特に女性に多く見られる）を数多く配し、これら登場人物たちが一丸となって、予定調和的な流れのなかで一気にハッピーエンドに向かって突き進んでいく、いわゆるライトノベル的な手法を用いつつも、登場人物がスーパーマンにならないように気をつけているという。
70年代以降の洋楽がキーとなっている作品が多い。中学・高校とブラスバンド部に所属してトロンボーンを担当していたが、特にバンド経験者というわけではなく、作品を書くにあたって初心者用のギターを購入したり、カルチャースクールに通って津軽三味線を習うなどしている。

## 著書

### 単行本
- ボーナス・トラック（2004年12月 新潮社 ISBN 4-10-472301-0/ 2010年7月23日 創元推理文庫 ISBN 978-4-488-40911-1）
- 階段途中のビッグ・ノイズ（2006年10月 幻冬舎 ISBN 4-344-01246-1/ 2010年5月 幻冬舎文庫 ISBN 978-4-344-41475-4）
- 陽だまりの彼女（2008年4月 新潮社 ISBN 978-4-10-472302-7/ 2011年5月30日 新潮文庫 ISBN 978-4-10-135361-6）
- 空色メモリ（2009年11月 東京創元社 ISBN 978-4-488-02451-2/ 2012年6月20日 創元推理文庫 ISBN 978-4-488-40912-8）
- 金曜のバカ（2010年1月 角川書店 ISBN 978-4-04-874020-3/ 2012年11月22日 角川文庫 ISBN 978-4-04-100571-2）
  - 金曜のバカ（『野性時代』2007年6月号）
  - 星とミルクティー（『野性時代』2009年3月号）
  - この町（『野性時代』2008年5月号）
  - 僕の愉しみ 彼女のたしなみ（『野性時代』2009年10月号）
  - ゴンとナナ（書き下ろし）
- せきれい荘のタマル（2011年1月 小学館 ISBN 978-4-09-386297-4）
- いとみち（2011年8月 新潮社 ISBN　978-4-10-472303-4/ 2013年10月29日 新潮文庫 ISBN 978-4-10-135362-3） - 新潮ケータイ文庫DX 連載（2010年1月 - 4月）
- くるくるコンパス（2012年4月17日 ポプラ社 ISBN 978-4-591-12904-3/ 2015年5月1日 ポプラ文庫ピュアフル ISBN 978-4-591-14514-2）
- いとみち 二の糸（2012年9月20日 新潮社 ISBN 978-4-10-472304-1/ 2015年1月28日 新潮文庫 ISBN 978-4-10-135363-0）
- いとみち 三の糸（2014年4月22日 新潮社 ISBN 978-4-10-472305-8/ 2016年10月28日 新潮文庫 ISBN 978-4-10-135364-7）
- 魔法使いと副店長（2016年11月22日　徳間書店 ISBN 978-4-19-864292-1/ 2020年5月12日 徳間文庫 ISBN 978-4-19-894559-6）
- 房総グランオテル（2018年3月13日　祥伝社 ISBN 978-4-396-63540-4/ 2021年7月14日 祥伝社文庫 ISBN 978-4-396-34737-6）
- まれびとパレード（2018年10月31日 KADOKAWA ISBN 978-4-04-107328-5/ 2021年10月21日 角川文庫 ISBN 978-4-04-111786-6）
  - Surfin' Of The Dead（邦題：サーフィン・ゾンビ）（『文芸カドカワ』2015年6月号）
  - 弟のデート（『文芸カドカワ』2017年12月号）
  - 泥侍（『文芸カドカワ』2016年11月号）
  - ジャッキーズの夜ふかし（『文芸カドカワ』2018年4月号）
- 四角い光の連なりが（2019年11月20日　新潮社 ISBN 978-4-10-472306-5 / 『次の電車が来るまえに』と改題の上、文庫化。2022年6月7日 新潮文庫nex ISBN 978-4-10-180242-8）
  - やまびこ（『小説新潮』2018年6月号）
  - タイガースはとっても強いんだ（『小説新潮』2018年10月号）
  - 二十歳のおばあちゃん（小説新潮別冊『yom yom』vol.53 2018年12月号）
  - 名島橋貨物列車クラブ（『小説新潮』2019年6月号）
  - 海を渡れば（『yom yom』vol.57 2019年8月号）
- たんぽぽ球場の決戦（2022年6月22日　幻冬舎 ISBN 978-4-344-03970-4）

### アンソロジー
「」内が越谷オサムの作品
- 蝦蟇倉市事件2（2010年2月 東京創元社〈ミステリ・フロンティア〉 ISBN 978-4-488-01762-0 / 『街角で謎が待っている　がまくら市事件』として文庫化。2014年12月21日 創元推理文庫 ISBN 978-4-488-40058-3）「観客席からの眺め」
- 最後の恋 MEN'S つまり、自分史上最高の恋。（2012年5月 新潮文庫 ISBN 978-4-10-125055-7）「3コデ5ドル」（初出：『小説新潮』2011年12月号）
- この部屋で君と（2014年8月28日 新潮文庫nex ISBN 978-4-10-180005-9）「ジャンピングニー」（『いとみち』の登場人物・福士智美を主人公にしたスピンアウト作品。初出：『yom yom』vol.26）
- ３時のおやつ（2014年9月30日　ポプラ社 ポプラ文庫 ISBN 978-4-591-14166-3）「サンタの長ぐつ」
- 「いじめ」をめぐる物語（2015年9月18日 朝日新聞出版 ISBN 978-4-02-251305-2 / 2018年8月8日 朝日文庫 ISBN 978-4-02-264895-2）「20センチ先には」（初出：『小説トリッパー』2014年夏号）電子版では収録作の分売が行われており、この短編も個別に刊行されている。
- 明日町こんぺいとう商店街3 （2016年9月　ポプラ文庫 ISBN 978-4-591-15134-1）「ブティックかずさ」（初出：『asta*』 2014年10月号）
- もう一杯、飲む？（2021年5月28日 新潮文庫 ISBN 978-4-10-105835-1）「カナリアたちの反省会」

### 単行本未収録作品
小説
- スクールボーイ（『小説すばる』2011年2月号）
- 卒業までにできること（『小説新潮』2013年3月号）
- 夏のキッチン（『紙魚の手帖』vol.14 DECEMBER 2023）

コラム・他
- 特別料理（『小説すばる』2009年5月号）
- 津軽三味線（『別册文藝春秋』2010年9月号）
- A書房のオヤジ（『本の旅人』2011年2月号）
- 旗の振りかた（『小説現代』2016年5月号）

ライナーノーツ・解説
- ザ・ペンフレンドクラブ Wonderful World Of The Pen Friend Club（2017年｜SZDW-1029）

## メディア・ミックス

### 映画
- 陽だまりの彼女（2013年10月12日公開、配給：東宝、アスミックエース、主演：松本潤）
- いとみち（2021年6月25日全国公開、配給：アークエンタテインメント、主演：駒井蓮）[10][11]

### 漫画
- 階段途中のビッグ・ノイズ（画：亀屋樹、ビッグガンガンコミックス 全4巻、『月刊ビッグガンガン』連載）